# Коналл Колламрах
Коналл Колламрах — (ірл. — Conall Collamrach) — верховний король Ірландії. Час правління: 232—226 до н. е. (згідно з «Історією Ірландії» Джеффрі Кітінга) [2] або 326—320 до н. е. (відповідно до «Хроніки Чотирьох Майстрів») [3]. Син Етерскела Темраха (ірл. — Eterscél Temrach), Онук Еохайда Айлтлехана (ірл. — Eochaid Ailtlethan). Він вступив на престол після смерті свого дядька Оенгуса Туйрмеха Темраха (ірл. — Óengus Tuirmech Temrach) Правив Ірландією протягом п'яти років, поки він не був убитий Ніа Сегамайном (ірл. — Nia Segamain). «Книга захоплень Ірландії» синхронізує час його правління з правлінням Птолемея VIII Фіскона в Єгипті (145—116 до н. е.) [1]. Проте Джеффрі Кітінг та Чотири Майстри відносять його правління до більш давніх часів.